# Lycosa anclata
Lycosa anclata este o specie de păianjeni din genul Lycosa, familia Lycosidae, descrisă de Franganillo, 1946.
Este endemică în Cuba. Conform Catalogue of Life specia Lycosa anclata nu are subspecii cunoscute.